# Pierwszy kataster gruntowy Galicji

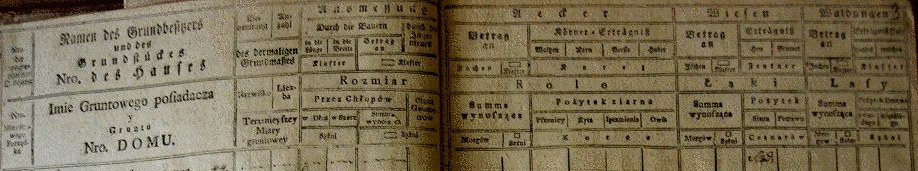
Rubryki metryki józefińskiej

Pierwszy kataster gruntowy Galicji (tzw. metryka józefińska) – kataster nieruchomości położonych na terenie Galicji, utworzony na podstawie patentu cesarza Józefa II z 12 kwietnia 1785.
Akta zawierają opisy granic gmin, protokoły delimitacji, szczegółowy opis gruntów, właścicieli i obszaru gruntu, wydajności gruntu, spisy budynków, akta podatkowe. Metryka jest źródłem dla badań gospodarczych, demograficznych i geograficznych. Przy braku odpowiednich ksiąg metrykalnych służy też do badań genealogicznych.